# Adana (település)
Adana Törökország ötödik legnagyobb városa és Adana tartomány székhelye. Területe 14 030 km², lakossága 1 271 894 fő (2006).
A város körülbelül 20 km-re található a tengerparttól, stratégiai fontosságú, mivel a Toros-hegység keleti oldalán fekvő termékeny kilikiai síkság (további nevei Adana- vagy Çukurova-síkság) legfontosabb városa. A terület mindig is mezőgazdasági jellegű volt, több gyümölcsfajta, például az őszibarack őshonos a környéken. Termesztenek még gyapotot, búzát, zabot, szőlőt, citrusféleségeket, olívabogyót és dohányt. A város iparára a textilgyártás, bőr- és gyapjúfeldolgozás a jellemző.
A város nevezetes még konyhaművészetéről is: az Adana kebabról és a vörösrépából készült üdítőitalról, a şalgam-ról.

## Nevének eredete

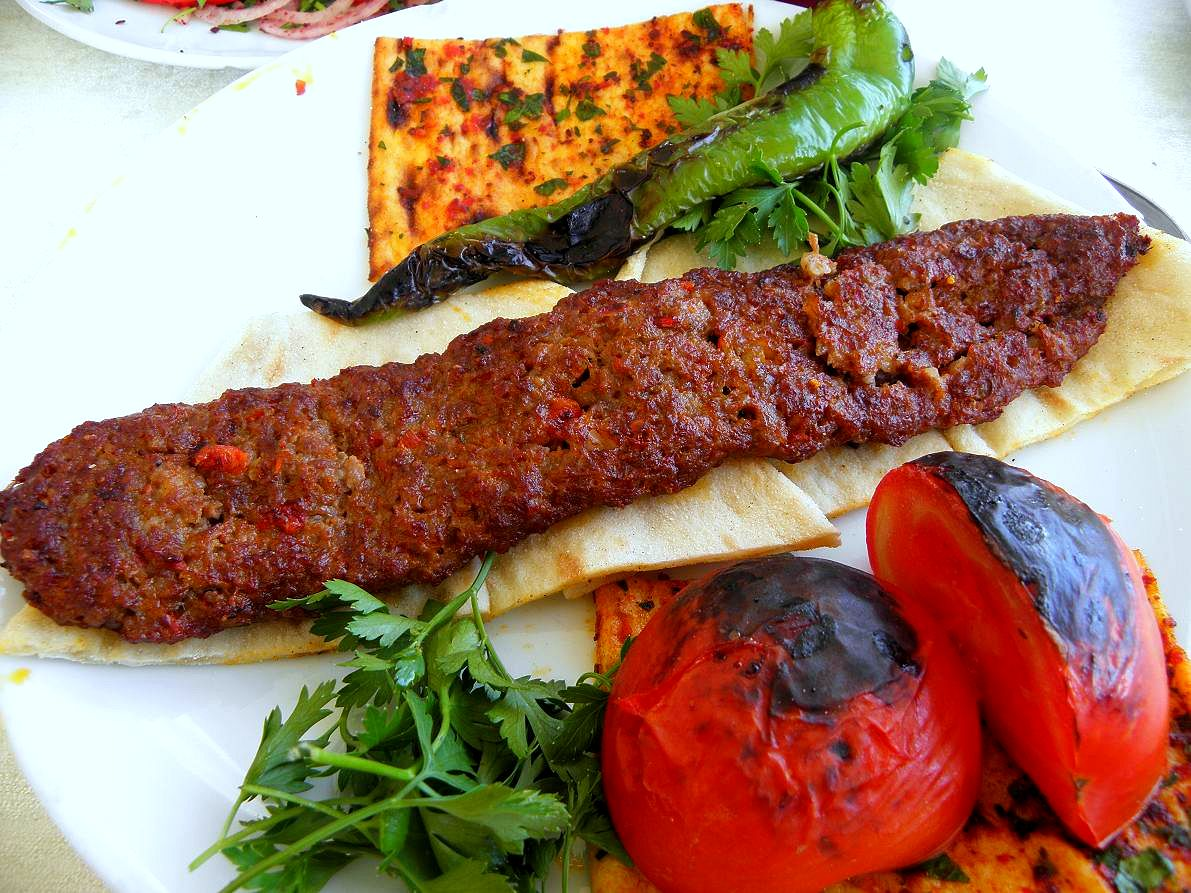
Adana kebab: csípős darálthúsból készül, nyárson sütik

A Hettita időszakban  a város neve URUAdaniya(š) volt. A hellének kilikiai Antiochia  (görögül: Αντιόχεια της Κιλικίας) vagy Antiochia ad Sarum (görögül: Αντιόχεια η προς Σάρο) néven ismerték. A Helsinki Atlas szerzői szerint Adana megegyezik az új-asszír Quwê várossal, mely szerepel az asszír ékírásos táblákon is; a név másik változata Coa.
Más magyarázatok szerint az Adana név az asszír viharisten, Adad nevéből ered (a szíriai és mezopotámiai népeknél Tessub, a hettitáknál Tarhuntasz), aki esővel áldotta meg a Toros-hegység területét. Iránta érzett tiszteletből kapta a terület az Uru Adaniya vagy Ada nevet.
Homérosz Iliasz című eposzában a város neve  Adana.
A városnak a történelem folyamán több neve is volt:
- Adanosz
- Ta Adana
- Adaniyaš
- Erdene
- Edene
- Ezene
- Batana
- Atana
- Azana
- Adana

Mivel egyszerre több néven is ismerték a várost, 1865-ben az Oszmán Birodalom megtiltotta más nevek használatát és véglegesítette az Adana nevet.

## Éghajlata
| Hónap                                               | Jan. | Feb. | Már. | Ápr. | Máj. | Jún. | Júl. | Aug. | Szep. | Okt. | Nov. | Dec. | Év   |
| --------------------------------------------------- | ---- | ---- | ---- | ---- | ---- | ---- | ---- | ---- | ----- | ---- | ---- | ---- | ---- |
| Rekord max. hőmérséklet (°C)                        | 23,0 | 25,0 | 32,0 | 36,8 | 40,6 | 41,3 | 44,0 | 43,8 | 43,2  | 39,4 | 33,3 | 27,4 | 44,0 |
| Átlagos max. hőmérséklet (°C)                       | 15,0 | 16,1 | 19,4 | 23,6 | 28,1 | 31,7 | 33,8 | 34,3 | 33,1  | 29,1 | 22,1 | 16,6 | 25,3 |
| Átlaghőmérséklet (°C)                               | 9,7  | 10,4 | 13,3 | 17,5 | 21,7 | 25,6 | 28,3 | 28,4 | 26,1  | 21,6 | 15,3 | 11,1 | 19,1 |
| Átlagos min. hőmérséklet (°C)                       | 5,5  | 5,9  | 8,3  | 12,3 | 16,1 | 20,1 | 23,6 | 23,7 | 20,7  | 16,1 | 10,6 | 7,0  | 14,2 |
| Rekord min. hőmérséklet (°C)                        | −4,2 | −6,4 | −3,6 | −1,3 | 5,6  | 13,7 | 16,8 | 16,8 | 10,9  | 4,8  | −1,0 | −3,5 | −6,4 |
| Havi napsütéses órák száma                          | 5    | 5    | 6    | 7    | 9    | 10   | 11   | 10   | 9     | 7    | 6    | 4    | 88   |
| Forrás: Országos Meteorológiai Intézet, Törökország |      |      |      |      |      |      |      |      |       |      |      |      |      |

## Történelme

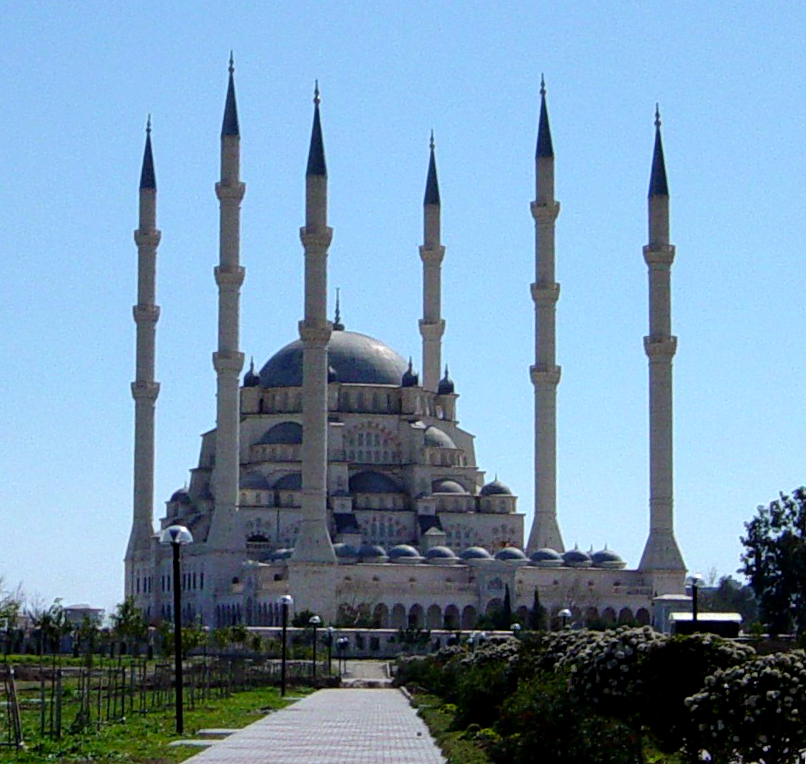
Központi Mecset Sabanci

### Áttekintés
Az ásatásokon feltárt leletek elemzése alapján kiderült, hogy az egykor Kilíkia néven ismert területen több, fejlett civilizáció is élt. Az első emberek a paleolitikum időszakában érkeztek ide, ami azt jelenti, hogy Adana történelme több, mint 3000 éves. A várost több legendában és eposzban is megemlítik, például a sumer Gilgamesben.
Adana történelme szorosan kapcsolódik Tarsus történelméhez; gyakran a két név egyazon várost jelöl, mivel ahogy a folyó medre változott, úgy változott a két város pozíciója is. Az ókorban Adana kevésbé fontos város volt, az adminisztratív központ szerepét Tarsus, Ayas (ma: Yumurtalık) és Kozan (régebben: Szisz) töltötte be, különösen a Kilikiai Örmény Királyság idején.

### Ókor
Tepebag Tumulus, melyet a kilíkiai régió legrégebbi városaként tartanak számon, a neolitikum idején épült, és ahol a régészek egy kőfalat és egy városközpontot fedeztek fel.
Egy kava felirat szerint, melyet a hettiták készítettek és melyet Hattuszaszban (Boğazköy) találtak meg, az első királyság, mely Adanát uralta, a Kizzuvatna királyság (Kilikia) volt, mely hettita védelem alatt állt i. e. 1335-ben. A felirat szerint a város neve URUAdaniya volt, a város lakóit pedig danuna néven nevezték. A legenda szerint Uránosz két fia, Adanus és Sarus a Seyhan folyó mellett építették Adana városát. A danuna népet többnyire a tengeri népek közt is feltűnő denenek törzsével azonosítják. A név etimológiája alapján a danaosszal is rokon lehet. A danunák első név szerint ismert uralkodója Urikki volt, Azittavadda apja, már az újhettita királyságok idején.
i. e. 1190 körül a hettiták uralma után a nyugatról érkező inváziók (tengeri népek) következtében több kisebb királyság született és tűnt el a területen. Időrendi sorrendben:
- Hatti, i. e. 11. század
- Kúe Királyság vagy Danuna, denenek, i. e. 9. század
- Szamal Királyság, i. e. 738-712
- Kúe asszír tartomány, i. e. 8. század (i. e. 712-től)
- Kilikiai Királyság, perzsák, i. e. 6. század
- Nagy Sándor, i. e. 333
- szeleukida uralom
- kilikiai kalózok
- Cnaeus Pompeius Magnus, római hadvezér

Századokig a város a keletre vezető római út egyik csomópontja volt.
Pompeius ideje alatt a város börtönként funkcionált a kilíkiai kalózok számára. A város valószínűleg Julius ideje alatt indult igazi fejlődésnek, ekkor hidak, utak, kormányzati épületek épültek, kiépítették az öntözőrendszert és fejlődött a mezőgazdaság. A város az egyik legfejlettebb kereskedelmi központ lett a régióban. A Római Birodalom kettészakadása után a terület a Bizánci Birodalom része lett.

### Középkor
Kilikia a 7. század közepén került muszlim uralom alá, majd 965-ben a bizánciak visszaszerezték. Az 1071-es manzikerti csatát követően kialakult a Kis-Örményország néven ismert fejedelemség a térségben, amit 1375-re számolt fel a Mamlúk Birodalom. Egy helyi török család, a Ramazánidák vették át a hatalmat, akik rövidesen az oszmán–mamlúk viszálykodások egyik fókuszává váltak. Végül a győztes oszmánok 1517-ben megszüntették a fejedelemség önállóságát, ám a ramazánida fejedelmi család tagjai 1608-ig örökös helytartókként tovább irányíthatták a tartományt.

### Újkor
A reneszánsz korától a huszadik század elejéig (1517–1918) az Oszmán Birodalom része volt a város.
A 19. században Anglia, Franciaország és Oroszország folyamatos ellentétben állt az Oszmán Birodalommal. Az oszmán hatalom meggyengítése érdekében a három nagyhatalom segítette az egyiptomi kormányzó Mehmet Ali Pasát az oszmánok ellen indított felkelésében.  Ebben az időszakban kapott Adana tartományi státuszt.
1909-ben számos örmény nemzetiségű lakost gyilkoltak meg, az esemény az adanai mészárlásként vonult be a történelembe.  Néhány tudós adanai felkelésnek nevezi a történteket. Az adanai mészárlás okairól és pontos számadatairól éles vita alakult ki a történészek között.
Az első világháború után az oszmán kormány átadta a város ellenőrzését a szövetséges erőknek. A Nagy Honvédő Háború (vagy más néven a Függetlenségi Háború) ideje alatt Adana fontos stratégiai pont volt. Mustafa Kemal Atatürk 1918. október 31-én érkezett a városba és hét napot töltött ott. Az itt töltött idő alatt született meg a Kuvayi Milliye (Nemzeti védelem, nemzeti összefogás) fogalma és döntötte el, hogy harcba száll a szövetségesek ellen. A török nacionalisták egészen 1921. február 5-éig harcoltak.

### Kronológia
- Luvi Királyság (Kr. e. 1900)
- Arzava Királyság (Kr. e. 1500–1333)
- Hettita Birodalom (Kr. e. 1900–1200)
- Asszír Birodalom (Kr. e. 713–663)
- Perzsa Birodalom (Kr. e. 612–333)
- Hellén civilizáció  (Kr. e. 333–323)
- Szeleukida Birodalom (Kr. e. 312–133)
- Kilikiai kalózok (Kr. e. 178–112)
- Római Birodalom (Kr. e. 112 – Kr. u. 395)
- Bizánc (395–638)
- Abasszid uralom
- Szeldzsuk szultanátus
- Kilikiai Örmény Királyság (1078–1375)
- Mamelukok
- Ramazanoğulları
- Oszmán Birodalom
- Török köztársaság

## Látnivalók

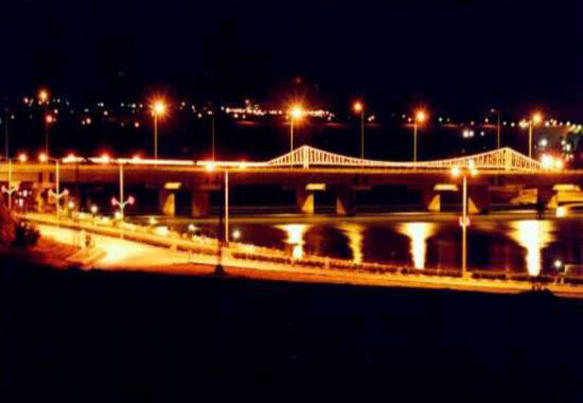
Adana éjjel

Az érdekes látnivalók közé tartozik az a kőhíd, melynek egy része a 6. században, I. Justinianus bizánci császár ideje alatt épült, illetve a 782-ből származó kastély. A kőhíd a világ legrégebbi olyan hídja, melyet még mindig használnak.
1882-ben épült a Büyük Saat óratorony a város szimbóluma. Sajnos a francia megszállás ideje alatt lerombolták. 1935-ben a tornyot újjáépítették.

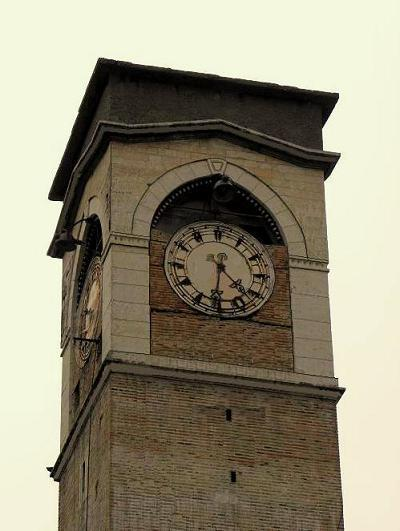
Nagy óratorony

Az óratoronynál található a Kazancılar Çarşısı bazár. A bazár területén található az 1519-ben épült Çarşı Hamamı (törökfürdő). Az óratorony környékén több régi épület és a helyi kormányzók sírjai is megtalálhatóak.
A városközpontban találjuk a Bebekli Kilise-t, a Gyermekek Templomát, ami egy régi katolikus templom. A templom utcájában több régi házat is megcsodálhatunk.

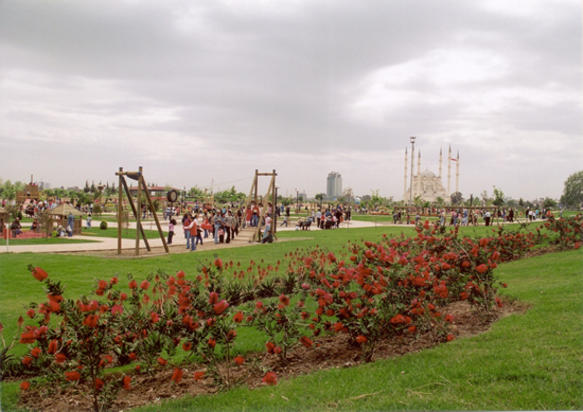
Adana egyik központi parkja

További látnivalók
- Alemdar Mescidi (mecset)
- Şeyh Zülfi mescidi (mecset)
- Irmak Hamamı (törökfürdő)
- Çarşı Hamammı (törökfürdő)
- Mestenzade Hamamı (törökfürdő)
- Yeni Hamam (törökfürdő)
- Seyhan Dam
- Adana Ulu Camii (dzsámi)
- Adanai Új mecset
- Adanai Vaj Mecset
- Adanai Atatürk múzeum
- Adanai Eski Camii (mecset)
- Adana Múzeum
- Adana Népművészeti Múzeum
- Adana Régészeti Múzeum
- Misis Mozaik Múzeum

### Történelmi maradványok
- Yumurtalık romjai
- Anavarza romjai – Kazan/Dilekkaya
- Şar romjai – Tufanbeyli/Şar
- Mağarsus romjai – Karataş
- Karatepe – Aslantaş (Domuztepe-Pınarözü) – Kadirli/Düziçi

## Testvérvárosok
- Beér-Seva,[5] Izrael
- Bremerhaven, Németország
- Livorno, Olaszország
- Szentpétervár, Oroszország

## Fesztiválok
- Altın Koza (Arany Selyemgubó) Filmfesztivál –  Szeptember 14–25

## Oktatás
- Cukurova University Adana

## Közlekedés

### Repülőtér
- Adana Şakirpaşa repülőtér

## A városhoz kötődnek

### Labdarúgás
- Adanaspor
- Adana Demirspor

### Hírességek
- Yaşar Kemal – kurd író
- Yılmaz Güney – író, filmrendező, forgatókönyvíró
- Fatih Terim – labdarúgó, a török labdarúgó-válogatott edzője
- Hasan Şaş – labdarúgó
- Demir Demirkan – énekes-zeneszerző
- Ozan Çolakoğlu, zeneszerző
- Feridun Düzağaç ,énekes-zeneszerző